# Hockey Club Letci Letňany
Le Hockey Club Letci Letňany est un club de hockey sur glace de Letňany en Tchéquie. Il évolue en 2. liga, troisième échelon tchèque.

## Historique
Le club est créé en 2001.

## Palmarès
- Aucun titre.